# East Bernard (Texas)
East Bernard es una ciudad ubicada en el condado de Wharton en el estado estadounidense de Texas. En el Censo de 2010 tenía una población de 2.272 habitantes y una densidad poblacional de 231,34 personas por km².

## Geografía
East Bernard se encuentra ubicada en las coordenadas 29°31′28″N 96°3′47″O / 29.52444, -96.06306. Según la Oficina del Censo de los Estados Unidos, East Bernard tiene una superficie total de 9.82 km², de la cual 9.8 km² corresponden a tierra firme y (0.18%) 0.02 km² es agua.

## Demografía
Según el censo de 2010, había 2.272 personas residiendo en East Bernard. La densidad de población era de 231,34 hab./km². De los 2.272 habitantes, East Bernard estaba compuesto por el 87.76% blancos, el 2.64% eran afroamericanos, el 0.04% eran amerindios, el 0.35% eran asiáticos, el 0% eran isleños del Pacífico, el 7.35% eran de otras razas y el 1.85% pertenecían a dos o más razas. Del total de la población el 24.69% eran hispanos o latinos de cualquier raza.